# Нађкуншаг
Нађкуншаг (мађ. Nagykunság, лат. Cumania Major)) је историјска и географска регија у Мађарској која се налази се у садашњем округу Јас-Нађкун-Солнок између Солнока и Дебрецина. Као и други историјски европски региони који се зову Куманија, добио је име по Куманима, номадском племену паганских Кипчака који су населили ову област. Његова територија износи 1.196 км².

## Топографија и површина
Област одаје утисак прилично монотоног пејзажа, готово потпуно заравњеног региона, чија је површина подељена само хумцима, рекама и њиховим рукавцима. Просечна висина изнад нивоа мора обично варира између 85-95 метара. Данас је некадашњи шумовити предео готово потпуно култивисан. Данас се пољопривредна производња одвија на веома квалитетном земљишту. Област има јасну границу на југоистоку, где се налази канал је Хортобађ-Баркау.
Током 1820-их, дански географ Конрад Малте-Брун забележио је постојање чак 33.000 становника у Нађкуншагу, од којих је 8.400 живело у Карцагу (пише се Kardzag). Такође је проценио да је Кишкуншаг, који се састоји од „две долине“, била дом за 42.000 људи, са приближно истим бројем Јаса који живе у истоименој области. Он бележи површину Нађкуншага као 20 мађарских миља, што је отприлике 160 квадратних километара, он је проценио да Кишкуншаг и Јасигија имају приближно 320 односно 150 квадратних километара.

## Историја
Краљ Бела IV га је основао 1239. населивши Кумане да би они помогли у одбрани од татарске инвазије, надајући се да ће то повећати одбрамбене способности земље. Међутим, и великаши, и црква, и обични људи гледали су их непријатељски, јер су се њихови обичаји и номадско сточарство тешко могли помирити са условима Мађара. Године 1241. мађарски племићи у Обуди су одрубили главу вођи Кумана, Кетењу, и тада су отишли из краљевине успут пљачкајучи све на шта су наишли. Након изгубљене битке код Мухија, краљ Бела IV је поново позвао Кумане, које је потом трајно преселио, дајући им привилегије. Ова права су постојала до 1876. године.
Становништво се селило на север заједно са Мађарима из јужног дела Мађарске бежећи пред Турцима, даље се мешајући са осталим становницима. Залога ове регије тевтонским витезовима мало је пореметила ситуацију, али су се после 1745. године људи који су овде живели почели опорављати. Почео је развој трговине и сточарства. У ово време, захваљујући великим слободним површинама, развило се екстензивно сточарство. Након реорганизације жупаније 1876. године, концепт Нађкуншага је проширен и на околне локалитете са сличном културом и становништвом, али са различитом историјском прошлошћу (Абадсалок, Терексентмиклош, Мезетур, Девавања), који су укључени у нови округ Јас-Нађкун-Солнок. Током реорганизације округа 1950. године, Девавања је пребачен у округ Бекеш, тако да се више није територијално сматрао насељем Нађкуншага.
Од друге половине 20. века становништво већине насеља у Нађкуншагу се смањује, стари, а стопа миграције је прилично висока, нека од њих су изгубила скоро 20% становништва за 50 година.

## Мапе Нађкуншага у окиру Мађарске
- Мапа Мађарске из 1490.
- Прво мађарско војно мапирање
- Административне јединице на мапи из 1862.